# Pachymorpha squalida
Pachymorpha squalida is een wandelende tak uit de familie Phasmatidae. De wetenschappelijke naam van deze soort is voor het eerst voorgesteld als Phasma (Bacillus) squalidum door George Robert Gray in een publicatie uit 1833.
De soort komt voor in Australië.